# Distretto di Navahrudak
Il distretto di Navahrudak (in bielorusso Навагрудскі раён?) è un distretto (raën) della Bielorussia appartenente alla regione di Hrodna.